# Capitainerie (Brésil)
Pour les articles homonymes, voir capitainerie.

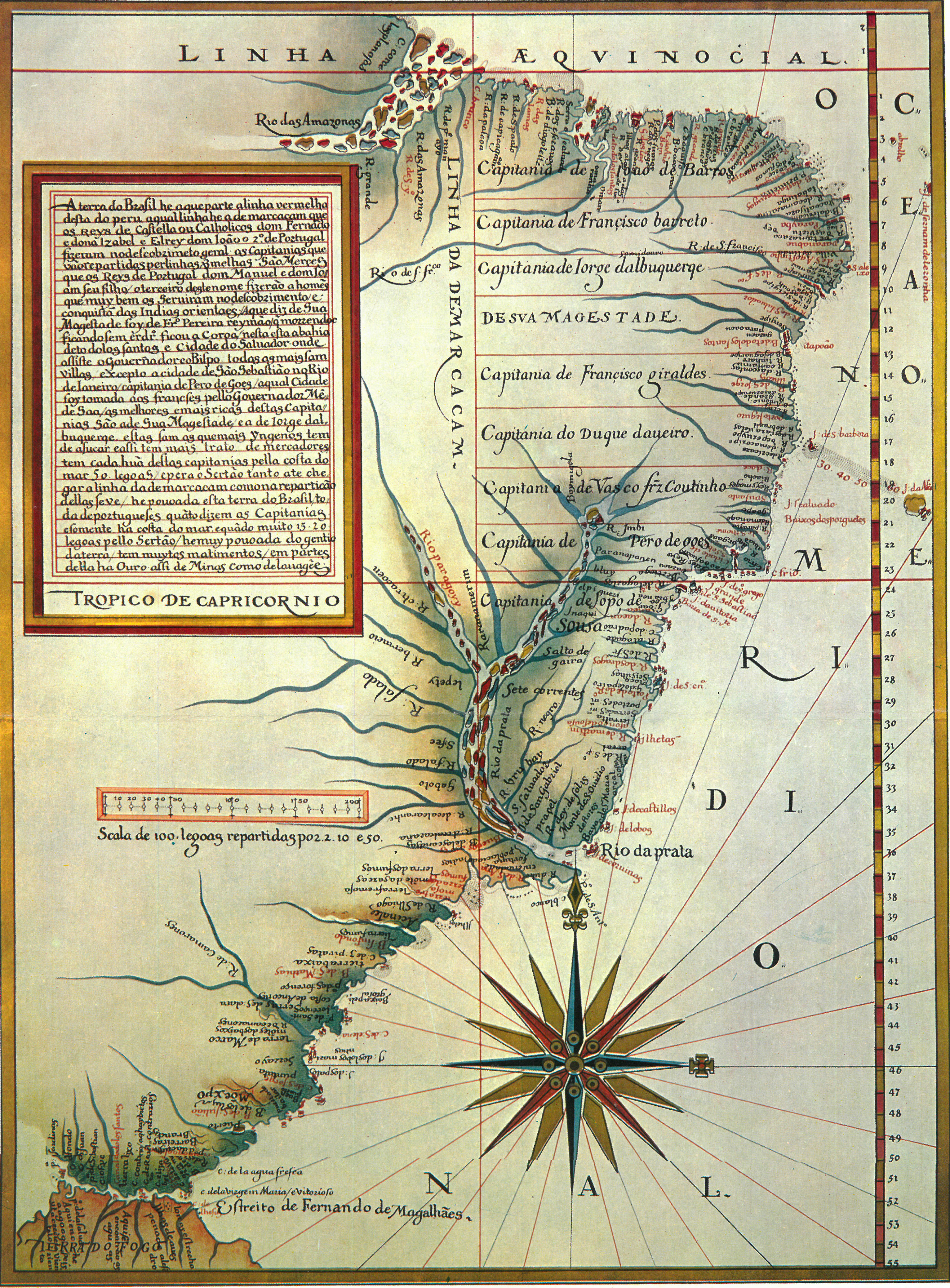
Le Brésil divisé en capitaineries héréditaires (Luís Teixeira - Roteiro de todos os sinais... - 1586 - Lisboa - Biblioteca da Ajuda).

Les capitaineries étaient une forme d'administration territoriale de l'empire colonial portugais. En effet, la couronne, avec ses ressources limitées, délégua à des particuliers la tâche de coloniser et d'exploiter diverses régions par la donation de terres. Ce système avait été préalablement utilisé avec succès pour l'exploitation des îles de l'Atlantique. Au Brésil, ce système connu sous le nom de « capitaineries héréditaires » est resté en vigueur du début du XVIe siècle jusqu'au XVIIIe siècle et à l'abolition du système de transmission héréditaire par le marquis de Pombal en 1759.

## Origines et débuts
Le système des capitaineries, expérimenté avec succès dans les îles de l'Atlantique (Madère et Cap-Vert) par les Portugais, fut introduit au Brésil en 1504 avec la concession de l'île de Saint-Jean (ilha de São João, aujourd'hui île Fernando de Noronha) par le roi Manuel Ier (1495-1521). Le bénéficiaire en était Fernão de Noronha, titulaire d'un contrat d'exploitation du pernambouc, qui constitua la capitainerie de São João, sans réel effet, aucune colonisation n'ayant eu lieu sur l'île à cette époque. Les descendants de Noronha continueront cependant à se transmettre le titre jusqu'à leur dernier représentant, João Pereira Pestana, en 1692.
L'échec des expéditions de protection littorale du Brésil depuis le Portugal, notamment par Cristóvão Jacques, ainsi que l'augmentation du trafic de pernambouc par des corsaires étrangers (surtout français), conjugué à une crise du commerce portugais avec l'Orient, furent des facteurs déterminants dans la décision de la Couronne de lancer la colonisation des côtes du Brésil. 

Après le succès relatif de l'expédition de Martim Afonso de Sousa (1530-1532), sur proposition du comte de Castanheira, Jean III de Portugal donna quinze capitaineries sur les côtes du Brésil, entre 1534 et 1536, visant à favoriser l'occupation des terres sans mobiliser de ressources financières de la part de la couronne. Chacune de ces donations était constituée d'une bande de terre orientée Est-Ouest, limitée par l'océan Atlantique à l'est et par le méridien de Tordesillas à l'ouest.

## Capitaineries héréditaires

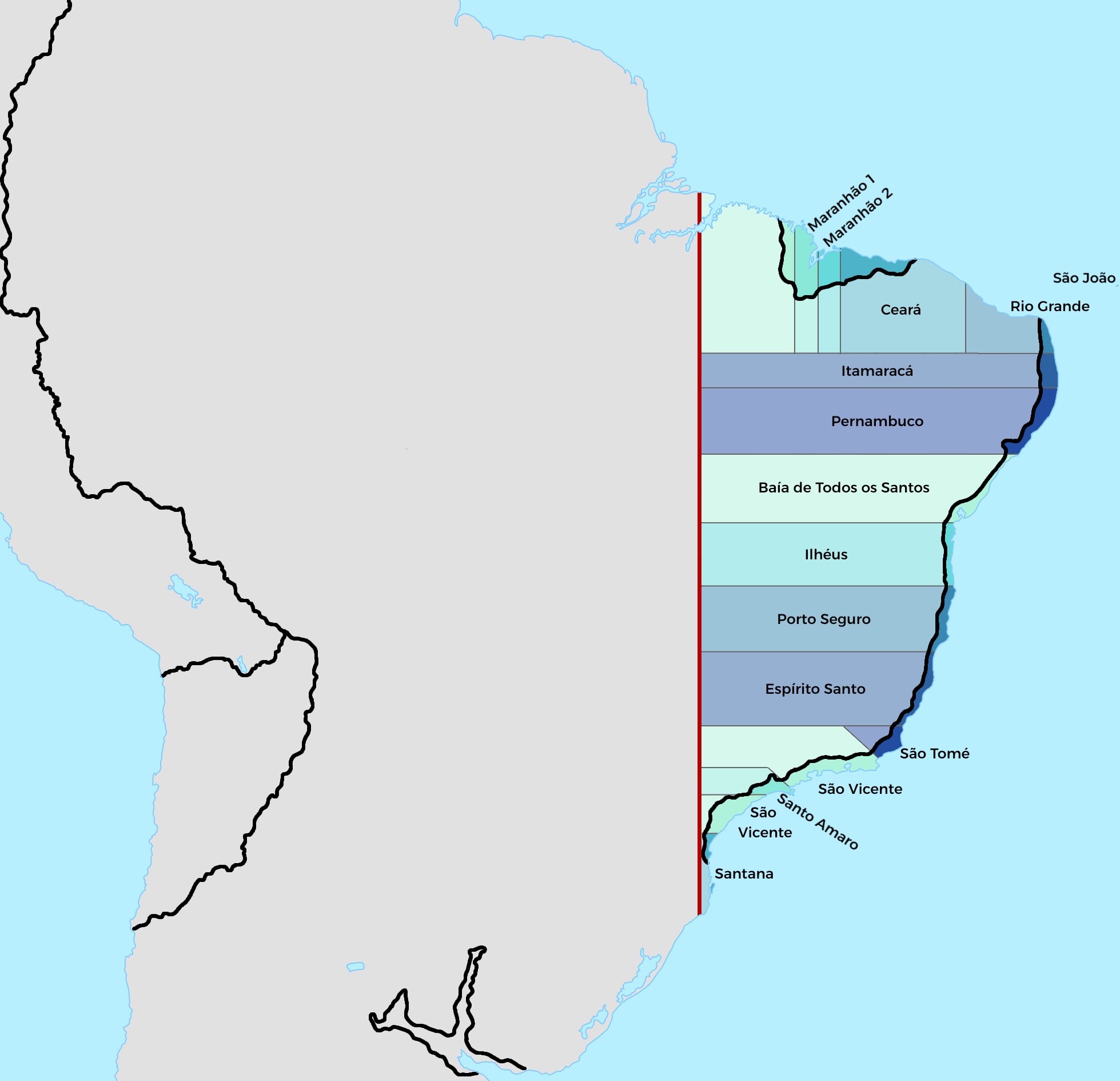
Capitaineries du Brésil en 1534 (vue classique)

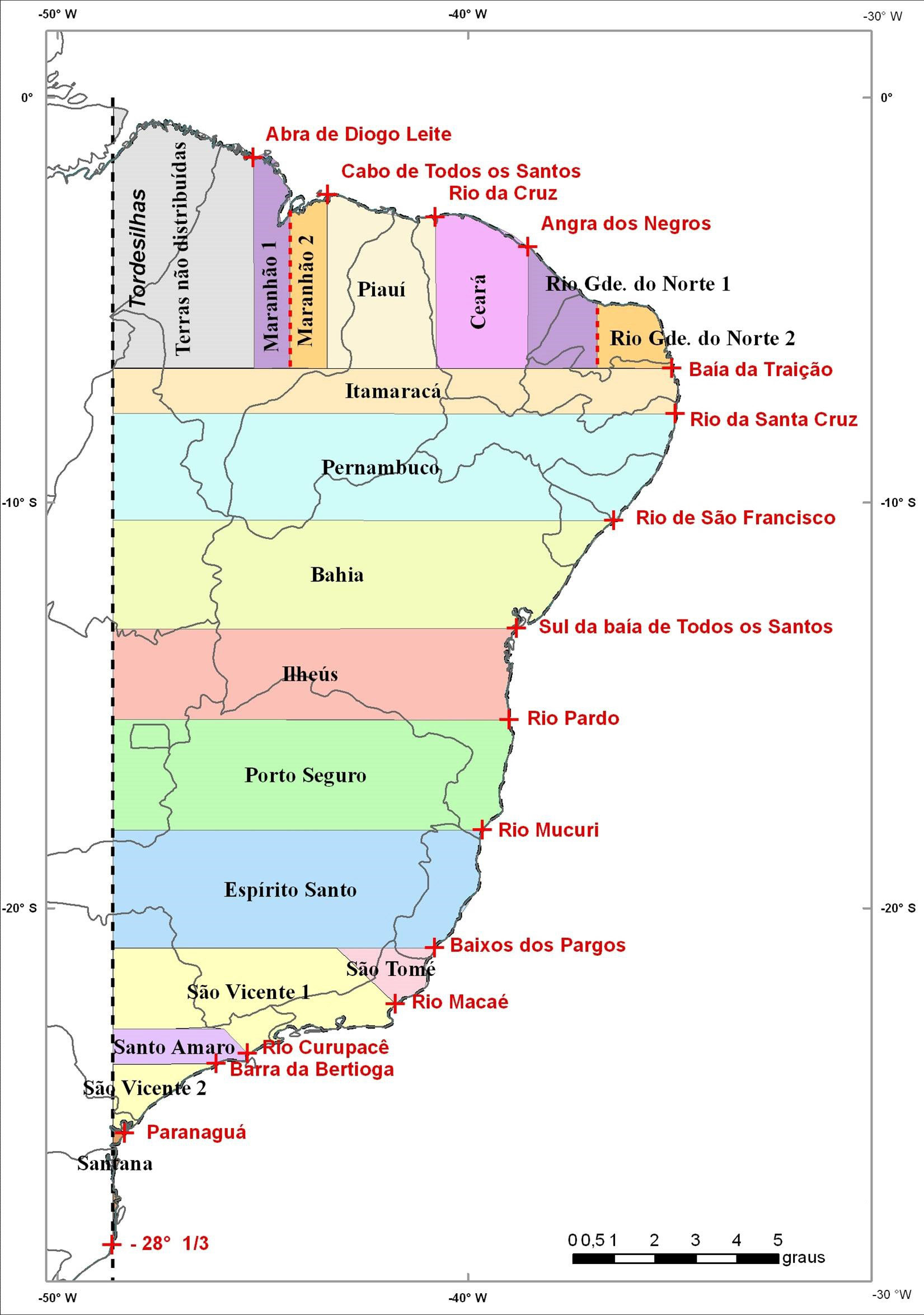
Capitaineries du Brésil en 1534 (vue révisée)

Les bénéficiaires, au nombre de douze, étaient des membres de la petite noblesse du Portugal. Parmi eux, sept s'étaient fait remarquer lors des campagnes d'Afrique et d'Inde, quatre étaient des hauts fonctionnaires de la cour, et l'un d'entre eux était l'homme de confiance de Martim Afonso de Sousa.
Du nord au sud ces quinze premières capitaineries étaient :
| Capitainerie                                   | Limites approximatives                                                              | Bénéficiaire                     |
| ---------------------------------------------- | ----------------------------------------------------------------------------------- | -------------------------------- |
| Capitainerie du Maranhão (première section)    | De l'extrême est de l'île de Marajó (PA) jusqu'à l'embouchure du rio Gurupi (PA/MA) | João de Barros et Aires da Cunha |
| Capitainerie du Maranhão (deuxième section)    | De l'embouchure du rio Gurupi (PA/MA) à Parnaíba (PI)                               | Fernão Álvares da Cunha          |
| Capitainerie du Ceará                          | De Parnaíba (PI) à Fortaleza (CE)                                                   | Antônio Cardoso de Barros        |
| Capitainerie du Rio Grande                     | De Fortaleza (CE) à Baía da Traição (PB)                                            | João de Barros e Aires da Cunha  |
| Capitainerie d'Itamaracá                       | De Baía da Traição (PB) à Igaraçu (PE)                                              | Pero Lopes de Sousa              |
| Capitainerie de Pernambouc                     | D'Igaraçu (PE) à l'embouchure du rio São Francisco (AL/SE)                          | Duarte Coelho Pereira            |
| Capitainerie de la Baie de Tous les Saints     | De embouchure du rio São Francisco (AL/SE) à Itaparica (BA)                         | Francisco Pereira Coutinho       |
| Capitainerie d'Ilhéus                          | D'Itaparica (BA) à Comandatuba (BA)                                                 | Jorge de Figueiredo Correia      |
| Capitainerie de Porto Seguro                   | De Comandatuba (BA) à Mucuri (BA)                                                   | Pero do Campo Tourinho           |
| Capitainerie d'Espírito Santo                  | De Mucuri (BA) à Cachoeiro de Itapemirim (ES)                                       | Vasco Fernandes Coutinho         |
| Capitainerie de São Tomé                       | De Cachoeiro de Itapemirim (ES) à Macaé (RJ)                                        | Pero de Góis da Silveira         |
| Capitainerie de São Vicente (première section) | De Macaé (RJ) à Caraguatatuba (SP)                                                  | Martim Afonso de Sousa           |
| Capitainerie de Santo Amaro                    | De Caraguatatuba (SP) à Bertioga (SP)                                               | Pero Lopes de Sousa              |
| Capitainerie de São Vicente (deuxième section) | De Bertioga (SP) à Cananéia (SP)                                                    | Martim Afonso de Sousa           |
| Capitainerie de Santana                        | De Cananéia (SP) à Laguna (SC)                                                      | Pero Lopes de Sousa              |

## Administration des capitaineries
Le donataire d'une capitainerie constituait la plus haute autorité sur le territoire dont il avait la charge. En contrepartie, il se devait de la développer avec ses propres ressources.
Le lien juridique entre le roi du Portugal et chaque donataire était établi par deux documents : la carta de Doação (« lettre de donation » en français), qui attribuait les terres, et la carta Foral qui déterminait les droits et devoirs des deux parties. 
Par la première, le donataire se voyait confier des terres. Il pouvait les transmettre à ses héritiers, mais pas les vendre. 
Il recevait également une sesmaria de dix lieues de côte, où il devait fonder des centres de population, distribuer des terres à ceux qui souhaitaient la cultiver et construire des engenhos. Le donataire exerçait une pleine autorité sur ces territoires, sur les plans judiciaire et administratif en ce qui concerne la nomination des fonctionnaires, l'exercice de la justice ainsi que l'application de la peine de mort, tant pour les esclaves et les indiens que pour les hommes libres. Il acquérait, entre autres droits, exemption de taxes, le droit de vente d'esclaves indiens et des droits sur une partie des revenus dus à la couronne.
La carta Foral traitait principalement du tribut dû par les colons à la couronne. Elle définissait également ce qui revenait à la couronne et ce qui restait au bénéfice du donataire. En cas de découverte de métaux précieux, par exemple, 20 % étaient dus à la couronne. En ce qui concerne les produits du sol, 10 % revenaient d'office au donataire. La couronne se réservait par ailleurs le monopole du commerce du bois de pernambouc et des épices. Le donataire pouvait faire don de sesmarias à des chrétiens capables de les développer et les défendre.